# Oskar Lindberg
Oskar Lindberg (n. 23 februarie 1887, Gagnef; d. 10 aprilie 1955, Stockholm) a fost un compozitor și organist suedez.
Oskar Lindberg a crescut în regiunea Dalarna, a cărei natură, istorie și popor i-au fost cea mai mare sursă de inspirație pentru compozițiile sale.
Deja la vârsta de 14 ani a fost organist la biserica localității natale.
A studiat muzica (orgă, pedagogie muzicală și muzică bisericească) la Academia regală de muzică din Stockholm între 1903- 1911, luându-și printre altele examenul de organist în 1906. În paralel a studiat compoziția cu Ernst Ellberg și Andreas Hallén, iar ulterior dirijatul la Sondershausen, Germania.
Între 1914 și 1955 a fost organist la biserica Trefaldighetskyrkan din Stockholm.
Compozițiile lui Lindberg sunt, ca de ex. la Bruckner, împărțite în blocuri mari, și sunt caracterizate de o armonie cu o coloratură amplă, puternică și foarte schimbătoare. Pare că a fost influențat în oarecare măsură de Sibelius și de compozitori ruși, precum Rachmaninov.
Este unchiul compozitorului de jazz Nils Lindberg.

## Muzică pentru scenă
- De sjungande löven, muzică de scenă pentru școală (1911)
- Fredlös, operă (1936-1943) după nuvela lui Selma Lagerlöf De fågelfrie. Text: Fritz Tutenberg

## Muzică pentru orchestră
- Tre dalmålningar op 1, suită (1907-1908)
- Konsertuvertyr nr 1 Ess-dur op. 3 (1909)
- Konsertuvertyr nr 2 h-moll op. 7 (1911)
- Dance Caractéristique (dans caracteristic) op. 9 (1911)
- Vildmark op. 10, poem simfonic (1912)
- Florez och Blanzeflor op. 10, symfonisk dikt (1913) după Oscar Levertin
- Symfoni F-dur op. 16 (1913-1916)
- Festpolonäs op. 13 (1914)
- Från de stora skogarna op. 18, poem simfonic (1918)
- Tre färdeminnen op 20, suită (1919-1920)
- Konsertuvertyr nr 3 D-dur op. 25 (1924)
- Introitus solennis op. 26 (1924, oversiune de orchestră)
- En liten dalarapsodi op. 27 (1925)
- Adagio (1928), după piesa corală Pingst
- Två stycken för stråkorkester op. 31 (1929)
- Per Spelman han spelte op. 32, poem simfonic (Rapsodi över svenska folkmelodier) (1932)
- Hemifrån op. 34, poem simfonic(1932)
- Leksandssvit op. 41 (1935)
- En gammal kämpavisa från Dalarna op. 42 (1936) /5 minuters speltid/
- Svensk högtidsmarsch Dess-dur op 42 (1936) /8 minute/
- Svit op. 53 (1945)
- Gesunda op. 54, poem simfonic (1947)

## Muzică pentru pian
- En liten danssvit (1922)

## Muzică petru orgă
- En gammal psalmmelodi från Mora (1935)

## Muzică corală
- Midsommarnatt (text J. Oterdahl)
- Morgon (text J. L. Runeberg)
- Pingst (text O. Levertin) (1910)

### Psalme
- Bed för mig, Herre kär  (1986 nr 267), 1937
- Det spirar i Guds örtagård (1986 nr 527), 1921
- Du gav mig, o Herre, en teg av din jord (1986 nr 596), 1939
- Du öppnar, o evige Fader (1986 nr 393), 1937
- Fader, du vars hjärta gömmer (1986 nr 233), 1917
- Frälsare, du som äger läkedomen (1986 nr 232), 1938
- Jag ber om hjälp till stillhet i min plåga (1986 nr 573), 1938
- Herre, jag vill bida (1986 nr 206), 1937
- Jag lyfter ögat mot himmelen (1986 nr 210), 1917
- Jesus, tänk på mig (1986 nr 574), 1937
- På tröskeln till Marias hem (1986 nr 164), 1938
- I öster stiger solen opp (1986 nr 495), 1938
- Det finns ett land av ljus och sång (1986 nr 636), 1938